# Interessentskab
 Der er for få eller ingen kildehenvisninger i denne artikel, hvilket er et problem. Du kan hjælpe ved at angive troværdige kilder til de påstande, som fremføres i artiklen.

Et interessentskab (forkortes I/S) er en virksomhed, der ejes og drives af to eller flere personer, som kan være enten fysiske eller juridiske. Ejerne kaldes interessenter.

## Interessentskabets forhold

### Stiftelse
Der er ikke særlige krav til oprettelse af stiftelsesdokumenter eller krav om en særlig stiftelsesprocedure. Interessentskabet kan stiftes alene ved en aftale herom mellem deltagerne. Denne aftale kan principielt være mundtlig. Da de spørgsmål, som deltagerne skal tage stilling til, er mangfoldige og i nogle henseender særdeles komplicerede, udformes interessentskabsaftalen normalt skriftligt. Hvis der af en eller anden grund ikke indgås en interessentskabsaftale er der gennem tiden ved domstolenes afgørelser af opståede tvister, dannet rammer, som regulerer interessentskabets forhold. Den enkelte interessent kan alene kun træffe enkle beslutninger om den daglige drift, mens beslutninger om større investeringer kræver enighed.

### Kapitalkrav
Der stilles ikke krav om et kapitalindskud fra deltagernes side. Spørgsmålet om eventuelt indskud aftales dog normalt i forbindelse med oprettelsen af interessentskabet. 

### Hæftelse
I et interessentskab hæfter deltagerne personligt, direkte og solidarisk for alle virksomhedens forpligtelser.
Dette betyder: 
- at hver deltager hæfter med hele sin personlige formue
- at selskabets kreditorer selv kan vælge, hvem af deltagerne de vil søge gælden inddrevet hos.

### Lovbestemmelser
Et interessentskab er omfattet af lov om visse erhvervsdrivende virksomheder. Loven indeholder bl.a. en definition af et interessentskab og navneregler.

### Skat
Et interessentskab er ikke et selvstændigt skattesubjekt. Interessenterne skal medtage resultatet på deres egne selvangivelser. 

### Grænseoverskrivende virksomhed
Det er også muligt for personer eller virksomheder af forskellig nationalitet, at bruge interessentskabsformen. EU-regler om Europæiske Økonomiske Firmagrupper – EØFG – regulerer dette forhold.

## Anvendelse
Interessentskabet anvendes især ved samarbejde mellem et fåtal af personer. Den kan anvendes på meget forskellige virksomhedstyper lige fra ejendomsbesiddelse til store virksomheder. Formen har især været udbredte inden for liberale erhverv, dvs. læger, dyrlæger, ingeniører, arkitekter, advokater og revisorer. Flere af disse erhverv er efterhånden gået over til at drive virksomhed i selskabsformer med begrænset ansvar på grund af de større risici, der efterhånden er forbundet med disse erhverv.

## Historie
Man har drevet virksomhed i interessentskabsform i hvert fald fra romertiden, hvor den type virksomhed benævntes societas.